# Alexandre Prigogine
Alexandre Romanovich Prigogine (n. 12 aprilie 1913, Moscova, Imperiul Rus – d. 7 mai 1991, Brussel, Comunitatea Francofonă din Belgia⁠(d), Belgia) a fost fratele mai mare al laureatului Nobel Ilya Prigogine, el însuși fiind un cunoscut mineralog și ornitolog belgian născut în Imperiul Rus.  

## Biografie
Născut într-o familie de evrei, tatăl său, Roman (Ruvim Abramovici) Prigogine era un inginer chimist, iar mama sa, Julia Vichman, era pianistă. În 1921, familia sa, care criticase sistemul sovietic, părăsește Rusia de frica represaliilor și călătorește prin Lituania și Germania, stabilindu-se, în cele din urmă, în Belgia, în 1929.

### Mineralog
După ce a studiat chimia la Université Libre de Bruxelles, s-a mutat în 1938 în, pe atunci, Congo Belgian (azi, R. D. Congo), pentru a studia bogatele zăcăminte ale acestei țări. 

### Ornitolog
Henri Schouteden l-a convins, în 1946, să studieze păsările și să colecteze exemplare în partea de est a Congo-ului Belgian. Acest nou interes a condus la publicarea a 94 de lucrări de ornitologie și la colecționarea a aproape 20.000 de exemplare. A descris mai multe specii noi, printre care: cucuveaua Albertine (Glaucidium albertinum), drepneaua Schouteden (Schoutedenapus schoutedeni), apalis Kabobo (Apalis kaboboensis) și măcăleandrul Itombwe (Muscicapa itombwensis); a descris și aproximativ 30 de noi subspecii. Bufnița golfului Congo (Pholidus prigoginei), caprimulgul Prigogine (Caprimulgus prigoginei) și chlorocicla Prigogine (Chlorocichla prigoginei) au fost numite după el.